# در هتل برترام
در هتل برترام (به انگلیسی: At Bertram's Hotel) رمان جنایی نوشته آگاتا کریستی چاپ سال ۱۹۶۵ می‌باشد. شخصیت اصلی این کتاب خانم مارپل است.

## داستان
خانم مارپل با کمک مالی برادرزاده‌اش ریموند وست،به هتلی در لندن می‌رود.
در آنجا دربان هتل کشته می‌شود و کشیشی که در آن هتل اقامت داشت و از دوستان جِین مارپل بود، ناپدید می‌شود‌.
همچنین اتفاقات عجیبی برای دختر جوانی به نام الویرا، که در هتل اقامت داشت روی می‌دهد.
خانم مارپل با کمک یک پلیس عالی مقام مهربان، قاتل را پیدا می‌کند.